# Hudson's
The J.L. Hudson Company (algemeen bekend als Hudson's) was een Amerikaanse warenhuisketen gevestigd in Detroit, Michigan. Hudson's vlaggenschipwinkel bevond zich aan Woodward Avenue in het centrum van Detroit (gesloopt op 24 oktober 1998), en was in 1961 het hoogste warenhuisgebouw ter wereld. Ooit beweerde men dat dit het op een na grootste warenhuis in de Verenigde Staten was, na Macy's, gemeten naar vierkante meter.

## Geschiedenis
De onderneming werd in 1881 opgericht door Joseph Lowthian Hudson. Tijdens de recordgroei van Detroit en de auto-industrie in de eerste helft van de 20e eeuw groeide het bedrijf flink. In 1909 investeerde J.L. Hudson in een startende autofabrikant, die ter ere van hem  de Hudson Motor Car Company werd genoemd. De Hudson Motor Car Company werd uiteindelijk een deel van de American Motors Corporation en later Chrysler. Hudson exploiteerde de winkel tot aan zijn dood in 1912, toen zijn vier neven (James, Joseph, Oscar en Richard Webber) de leiding overnamen. De derde generatie van de familie nam de leiding in 1961 over, toen Joseph L. Hudson, Jr., president van het bedrijf werd.
In de loop van de tijd groeide de winkel van het begin in het Detroit Opera House tot een 25 verdiepingen tellend gebouw van 197.300 m² dat een heel bouwblok bestaat. 
Hudson's stond bekend om klanttevredenheid en zijn liberale retourbeleid dat zelfs goederen zou omvatten die klanten jaren eerder hadden gekocht maar nooit hadden gebruikt.
In 1952 bedroeg de totale pmzet van Hudson's $ 175 miljoen, maar keerde restituties van in totaal $ 25 miljoen. Winkelmanagers vonden dat ze hiermee een kleine prijs betaalden om de klanten te binden.
Naast het ontwikkelen van klantrenbinding door middel van het verkoopbeleid, was Hudson's betrokken bij de gemeenschap. In 1924, twee jaar eerder dan rivaal Macy's, organiseerde het zijn eerste Thanksgiving-parade. In 1923 onthulde het 's werelds grootste vlag met een oppervlakte van 340 m² tegen de Woodward-gevel van het gebouw. De vlag werd jaarlijks getoond totdat deze in 1949 werd vervangen door een grotere vlag. In 1959 begon de winkel met sponsoring van het jaarlijkse vuurwerk dat deel uitmaakte van het International Freedom Festival.

## Filialen
Hudson's Budget Store besloeg twee volledige kelderverdiepingen van de winkel in het centrum en verschillende filialen. Het had een onafhankelijke staf van inkopers, had een eigen productlijn en werd beschouwd als de grootste concurrent van de grote winkel.
Hudson's breidde zich uit naar de buitenwijken van Detroit, te beginnen met de winkel in het Northland Center in het nabijgelegen Southfield, Michigan, het grootste winkelcentrum in de Verenigde Staten toen het in 1954 werd geopend. Soortgelijke winkelcentra in de voorsteden volgden (Eastland Centre in 1957 en Westland Centre in 1965),  evenals andere locaties in de agglomeratie New York. 
The Dayton Co. uit Minneapolis verwierf The JL Hudson Co. in 1969 om de Dayton-Hudson Corporation te vormen, maar "The JL Hudson Co." bleef opereren als een semi-autonome entiteit. Dayton-Hudson verwierf en verkocht uiteindelijk verschillende andere warenhuisketens.

## Neergang
Hoewel klanten wegstroomden naar de filialen in de buitenwijken, was de winkel in het centrum in 1961 nog steeds goed voor de helft van Hudson's, maar demografische veranderingen bleven de verkopen negatief beïnvloeden. Winkelmanagers overwogen zelfs de winkel al in 1971 te sluiten met als reden $ 9.000.000 aan diefstal. Uit angst voor de mogelijke sentimenten bij stadsfunctionarissen en klanten werd hiervan afgezien. Tegen 1978 werd besloten tot een kleinere winkel met een oppervlakte van 30.000 m² als onderdeel van een voorgesteld winkelcentrum in de binnenstad.
Gebrek aan interesse van andere retailers en financieringsproblemen zorgden voor afstel van de ontwikkeling van het nieuwe winkelcentrum. Na vele jaren van dalende verkopen en het verkleinen van het verkoopvloeroppervlakte, sloot de vlaggenschipwinkel van Hudson's op 17 januari 1983 toen bijna het dieptepunt van de neergang van Downtown Detroit bereikt was.
Na de sluiting handhaafde Hudson's zijn hoofdkantoor met ongeveer 1.100 medewerkers in het winkelpand in het centrum. In mei 1984 fuseerde The J.L. Hudson Co. formeel tot The Department Store Division van Dayton Hudson Corp., maar de winkels van Hudson bleven de naam Hudson's dragen. 
Het uitvoerend personeel en de inkoopafdeling werden overgeplaatst naar  Minneapolis, en ander personeel verhuisde naar de ruimte in de Northland-winkel in Southfield. De laatste bedrijfsafdeling in het centrum van Detroit, de kredietafdeling, verhuisde in oktober 1986. Dayton Hudson verkocht het gebouw in december 1989 en op 24 oktober 1998 werd het met een implosie gesloopt.
Hudson's exploiteerde een groot magazijncomplex in een gebied dat wordt begrensd door Madison Street, Brush Street, Adams Street en Beacon Street in het centrum van Detroit. De gebouwen zijn tussen de jaren twintig en vijftig gebouwd en hadden gemiddeld vier tot zes verdiepingen. Begin jaren tachtig werd Gebouw 3 verkocht en gerenoveerd tot Madison Center, waar het 36th District Court gevestogd is. De overige gebouwen in het complex werden eind jaren negentig gesloten om plaats te maken voor het nieuwe stadion   Ford Field met 65.000 zitplaatsen. Een van de magazijnen werd gedeeltelijk in het ontwerp van het stadion opgenomen.
Het leegstaande terrein in Detroit tussen Woodward en Farmer Street en tussen E. Grand River en Gratiot werd omgevormd tot een ondergrondse parkeergarage met een fundering voor een toekomstig gebouw. In 2018 werd de parkeergarage op het voormalige Hudson's terrein gesloopt om plaats te maken voor twee nieuwbouwprojecten op het voormalige Hudson's terrein. Een van deze nieuwe gebouwen zal na voltooiing het hoogste gebouw in Michigan zijn met een hoogte van projecthoogte van 277 meter.
In 2000 nam Dayton-Hudson Corporation de naam aan van zijn meest succesvolle onderdeel en werd Target Corporation, en een jaar later hernoemde het alle locaties van Hudson en Dayton tot Marshall Field, een warenhuisketen die in 1990 door Dayton-Hudson werd gekocht. Na korte tijd eigendom te zijn geweest van May Department Stores, werden de voormalige Hudson's winkels in 2006 overgenomen door Federated Department Stores en werden alle Marshall Field's winkels opgenomen in de Macy's-keten. Target heeft de merknamen Dayton's en Hudson's nog in gebruik door de websites Daytons.com en Hudsons.com door te linken naar de Target-website.